# Довгий, Станислав Алексеевич
Довгий Станислав Алексеевич (род. 23 июля 1954, с. Анно-Требиновка, Устиновский район, Кировоградская область) — советский украинский учёный, предприниматель и политик.
Доктор физико-математических наук, профессор, член-корреспондент НАНУ (Отделение наук о Земле, геодинамика окружающей среды, 12.1997), академик НАНУ (Отделение наук о Земле, 03.2018), член-корреспондент АПНУ (Отделение педагогики и психологии высшей школы, 12.1999), академик АПНУ; президент Малой академии наук (с 2000); член Комиссии по организации деятельности технологических парков и инновационных структур других типов (с 03.2003); член Комитета по Государственным премиям Украины в области науки и техники (с 04.2006); директор института телекоммуникаций и глобального информационного пространства НАНУ (с 2001); заместитель председателя Федерации работодателей Украины (с 2005); вице-президент УСПП (с 2006).
Основатель инвестиционной фирмы Dovgiy Family Office.
Государственный служащий I ранга

## Биография
Украинец; женат; имеет сына и дочь.
Образование: Киев. университет имени Тараса Шевченко, механико-математический факультет, инженер-механик, «Механика».
Докторская диссертация — «Нестационарная нелинейная гидроаэродинамика крыльев, колеблющихся в ограниченных потоках» (1996).
1971—1972 гг. — техник-лаборант СШ № 6 города Киева.
1972—1973 гг. — лаборант, Институт автоматики Министерства приборостроения, средств автоматизации и систем управления СССР, м. Киев.
1976—1991 гг. — инженер, старший инженер, младший научный сотрудник, заведующий группой, научный сотрудник, старший научный сотрудник, ведущий научный сотрудник, заведующий отделом Института гидромеханики АНУ.
1991—1997 гг. — генеральный директор НПО «Топаз-Информ».
06.1997-08.1998 гг. — директор Украинского института исследований окружающей среды и ресурсов при Совете национальной безопасности и обороны Украины.
23.08.1998-01.04.1999 гг. — Министр Украины в делах науки и технологий.
06.04.1999-09.02.2000 гг. — председатель Государственного комитета Украины по вопросам науки и интеллектуальной собственности.
2000-07.2001 — председатель правления, 09.2001-05.2003 — председатель наблюдательного совета ОАО «Укртелеком».
20.07.2001-26.04.2002 — председатель Государственного комитета связи и информатизации Украины.
Член президиума ВАК Украины (11.1998-03.2000).
Член Совета по вопросам интеллектуальной собственности и трансфера технологий при Президенте Украины (10.1999-03.2000).
Член Президиума НАНУ (с 1997), член коллегии Государственного комитета связи и информатизации Украины (с 07.2002).
1999-05.2005 — заведующий кафедры научных, аналитических и экологических приборов и систем НТУУ «КПИ».

## Политическая деятельность
Народный депутат Украины 4-го созыва с апреля 2002 до апреля 2006 от Блока «За единую Украину!», № 33 в списке. На время выборов: Председатель Государственного комитета связи и информатизации Украины, беспартийный. Член фракции «Единая Украина» (май — июнь 2002), член фракции партий ППУ и «Трудовая Украина» (июнь 2002 — апрель 2004), внефракционный (апрель 2004 — январь 2005), сопредседатель группы «Воля народа» (январь — март 2005), сопредседатель фракции ПППУ (с марта 2005). Первый заместитель председателя Комитета по вопросам строительства, транспорта, жилищно-коммунального хозяйства и связи (с июня 2002), секретарь Специальной комиссии ВР Украины по вопросам будущего.
Народный депутат Украины 5-го созыва с апреля 2006 до июня 2007 от Блока «Наша Украина», № 28 в списке. На время выборов: народный депутат Украины, член ПППУ. Член фракции Блока «Наша Украина» (с апреля 2006). Член Комитета по вопросам бюджета (с июля 2006). Сложил депутатские полномочия 15 июня 2007.
Народный депутат Украины 6-го созыва с ноября 2007 до декабря 2012 от Блока «Наша Украина — Народная самооборона», № 55 в списке. На время выборов: временно не работал, член НСНУ. Член фракции Блока «Наша Украина — Народная самооборона» (ноябрь 2007 — октябрь 2010), член фракции «Блок Литвина» (с октября 2010). Член Комитета по вопросам бюджета (с декабря 2007).
Член ПППУ (июль 2005—2007), председатель Киевской организации (с 2006).
Член НСНУ (2007—2010).
27 апреля 2010 голосовал за ратификацию соглашения Януковича — Медведева, то есть за продление пребывания ЧФ России на территории Украины до 2042 г.
5 июня 2012 голосовал за проект Закона Украины «Об основах государственной языковой политики».
10 августа 2012 во втором чтении проголосовал за Закон Украины «Об основах государственной языковой политики».

## Награды
- Орден «За заслуги» I ст. (27 июня 2012)[6], II ст. (23 октября 2009)[7], III ст. (12 августа 2004)[8]
- Заслуженный деятель науки и техники Украины (17 февраля 2001)[9]
- Государственная премия Украины в области науки и техники 2005 года — за цикл научных трудов «Решение проблем рационального природопользования методами аэрокосмического зондирования Земли и моделирования геодинамических процессов» (в составе коллектива)[10]
- Почетная грамота Кабинета Министров Украины (16 мая 2002)
- Малая планета № 12189 носит имя «Долгий»
- Международная литературная премия имени Николая Гоголя «Триумф» (2015)[11]
- Премия НАН Украины имени А. А. Дородницына — за цикл работ «Методы, алгоритмы, информационные технологии комплексного анализа сложных объектов» (2013)[12]